# Яр Крутий (притока Солоної)
Яр Крутий  (рос. Ов. Крутой; без названия) — балка (річка) в Україні у Гуляйпільському й Великоновосілківському районах Запорізької й Донецької областей. Права притока річки Грушової (басейн Дніпра).

## Опис
Довжина балки приблизно 11,17 км, найкоротша відстань між витоком і гирлом — 8,50  км, коефіцієнт звивистості річки — 1,31 . Формується декількома балками та загатами.

## Розташування
Бере початок на північній околиці села Новодарівки. Тече переважно на південний захід через урочище Виноградівку та Крутоярівку і на північній стороні від села Ольгівське впадає у річку Грушову, праву притоку річки Солоної.
В 50-х роках 20 століття на березі балки існували такі хутори: від  с.Новодарівка на захід по руслу балки - Чайшевка,  Виноградовка, Крутоярівка, Трудове.

## Цікаві факти
- У XIX столітті на балці існувало багато могил (курганів)[1].